# Ipoteşti (Olt)
Ipoteşti é uma comuna romena localizada no distrito de Olt, na região de Oltênia. A comuna possui uma área de  km² e sua população era de 1508 habitantes segundo o censo de 2007.